# Mister & Pete gegen den Rest der Welt
Mister & Pete gegen den Rest der Welt (Originaltitel: The Inevitable Defeat of Mister & Pete) ist ein Sozialdrama von George Tillman Jr. aus dem Jahr 2013. Der Film handelt von den beiden Jungen Mister und Pete in New York, die zunächst unfreiwillig die Sommerferien zusammen verbringen und sich mit der Kriminalität in ihrem Umfeld und Misshandlungen auseinandersetzen müssen.

## Handlung
Die Mutter des Jungen Mister ist drogenabhängig, prostituiert sich und bewältigt kaum den Alltag mit ihrem Sohn. Zu Beginn von Misters Sommerferien wird sie verhaftet und lässt ihren Sohn auf sich allein gestellt in der Wohnung zurück. Kurz vorher hat sie allerdings den Nachbarsjungen Pete bei sich aufgenommen, der von seiner Mutter – offenbar mit einem Bügeleisen – schwer misshandelt worden ist. Obwohl Mister sich zunächst sträubt, den jüngeren Pete zu betreuen, werden die beiden jungen Freunde und schlagen sich während der Sommerferien in der Wohnung durch. Sie ringen mit der Verfolgung durch die Polizei, fehlender Nahrung, Krankheit, Wohnungseinbrüchen und der Gewalt einer Straßengang. Letztlich werden erst Pete und dann Mister in einem Heim untergebracht. Nach einer gewissen Läuterung der Mutter von Mister holt sie ihren Sohn aus dem Heim. Am ersten Schultag nach den Ferien fordert Misters Lehrer seine Schüler auf, ihre Erlebnisse in den Sommerferien zu schildern.

## Produktion und Veröffentlichung
Der Film entstand unter der Regie von George Tillman, Jr. nach einem Drehbuch von Michael Starrbury. Für die Kameraführung war Reed Morano verantwortlich, für den Schnitt Jamie Kirkpatrick. Die künstlerische Leitung lag bei Neil Prince. Mark Isham und Alicia Keys komponierten die Musik des Films.
Am 25. Januar 2013 wurde der Film beim Sundance Film Festival uraufgeführt. Am 11. Oktober des gleichen Jahres kam er im Vertrieb von Lionsgate in die US-amerikanischen Kinos. Am 29. August 2014 kam er in Deutschland bei Edel Media & Entertainment auf DVD und Blu-ray heraus. Darüber hinaus wurde der Film in den Niederlanden, Australien, Neuseeland, Kanada und Großbritannien veröffentlicht.

## Rezeption
In den USA wurde der Film in 147 Kinos gezeigt und spielte am Eröffnungswochenende über 250.000 Dollar ein. In den weiteren drei Wochen, die die Vorführungen liefen, kam der Film auf ein Einspielergebnis von 494.000 Dollar.
2014 wurde Skylan Brooks für seine Rolle im Film für den Young Artist Award nominiert.